# الحزب الدستوري (إسبانيا)
الحزب الدستوري (بالإسبانية: Partido Constitucional)‏ هو حزب سياسي إسباني سابق، وهو أحد الأحزاب السياسية الإسبانية التي استلمت السلطة في عهد أماديو الأول (حكم 1870-1873) والجمهورية الإسبانية الأولى (1873-1874)، ومعارضا للحزب الراديكالي الديمقراطي.
أسس الحزب سنة 1871 عندما تفكك حزب التقدم بعد وفاة الجنرال خوان بريم. فائتلف الجناح اليميني للحزب مع بعض أعضاء الاتحاد الليبرالي فكونوا الحزب الدستوري بقيادة الجنرال فرانسيسكو سيرانو وبراخدس ماتيو ساغستا.
انقسم الدستوريون بعد عودة النظام الملكي سنة 1874 إلى مجموعتين. الجناح اليميني للحزب بقيادة مانويل ألونسو مارتينيز وقد قبل الملك الجديد ألفونسو الثاني عشر والدستور الجديد وانضم إلى حزب المحافظين بقيادة أنطونيو كانوباس ديل كاستيو. أما بقية الحزب برئاسة ساغاستا فقد ظلوا مخلصين لدستور 1869 حتى سنة 1880، عندما قبلوا أخيرا بنظام تداول السلطة الجديد فأنشأوا الحزب الليبرالي الذي بقي معارضا لحزب المحافظين.